# Амагасаки
Амагасаки е град в префектура Хього, Япония. Населението му е 451 072 жители (по приблизителна оценка към октомври 2018 г.). Площта му е 49,77 кв. км. Намира се в часова зона UTC+9. Кмет от 2010 г. е Казуми Инамура. Дървото на града е дрянът, а цветето олеандърът. Градът е основан на 1 април 1916 г.